# Białousza
Białousza (biał. Белавуша; ros. Белоуша) – agromiasteczko na Białorusi, w obwodzie brzeskim, w rejonie stolińskim, w sielsowiecie Białousza, nad Horyniem, przy drodze republikańskiej P88.
Znajduje się tu parafialna cerkiew prawosławna pw. Świętej Trójcy.

## Historia
Miejscowość zamieszkana była przez szlachtę zaściankową. W dwudziestoleciu międzywojennym leżała w Polsce, w województwie poleskim, w powiecie stolińskim, w gminie Stolin. Po II wojnie światowej w granicach Związku Sowieckiego. Od 1991 w niepodległej Białorusi.